# 天主教全州教區
天主教全州教區（拉丁語：Dioecesis Ieoniuensis）是韓國一個羅馬天主教教區，屬光州總教區。範圍包括全羅北道，座堂位於全州市。2007年，有171,151名教友，估轄區總人口9.1%，有83個堂區、178名司鐸、4名修士、321名修女。
1937年設宗座代牧區。1962年3月10日被升為教區。現任主教為李炳浩。

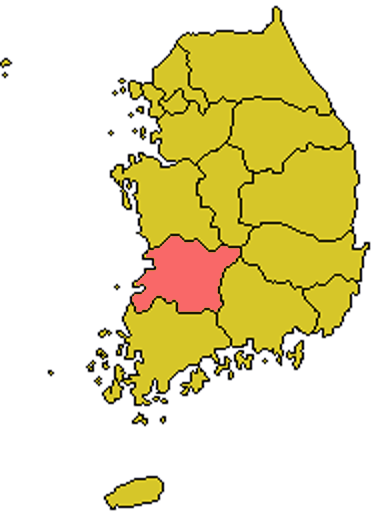
教區範圍